# Перенесення
Перене́сення, або Енжамбема́н (фр. enjambement) — віршовий прийом, який полягає у перенесенні фрази або частини слова з попереднього рядка у наступний, зумовлений незбіжністю ритмічної паузи зі смисловою, хоч рядок при цьому втрачає свою інтонаційну викінченість.
Розрізняють три різновиди перенесення. Найпоширеніший — rejet — фраза, що заповнює попередній рядок, а завершується на початку наступного. Досить часто спостерігається у віршах Т. Шевченка:
Не смійтеся, чужі люде!
Церков-домовина
Розвалиться… і з-під неї
Встане Україна.
Вживається також contre-rejet — фраза, яка розпочата в кінці першого рядка і повністю заповнює наступний рядок:
Люби мене майбутню!
А яку —
Цього, напевно, я й сама не знаю (Любов Горбенко).
Трапляється і double-rejet — фраза, яка починається в кінці першого рядка і завершується на початку наступного, посилюючи експресію поетичного мовлення:
Вертаюсь по Кузнечній. Сонце
ще тільки-тільки. Так: мов тінь
квачем (П. Тичина).
Павло Тичина вдавався й до рідкісного в українській версифікації складового перенесення, віднаходячи нові семантичні нюанси:
Великодній дощ
тротуаром шов —
ковая зелена
ярилась з-під землі.